# 52963 Vercingetorix
52963 Vercingetorix este o planetă minoră (asteroid), cu un diametru de 4,483 km, din centura de asteroizi. A fost descoperită pe 15 octombrie 1998 la Caussols de OCA-DLR Asteroid Survey⁠(d) și a fost numită după Vercingetorix. 
Obiectul prezintă o orbită caracterizată de o semiaxă mare de 2,2355474951948 UAi, o excentricitate de 0,21, o înclinație de 2,2 ° în raport cu ecliptica.